# Chōgorō Takayama
 (mars 2021).
Si vous disposez d'ouvrages ou d'articles de référence ou si vous connaissez des sites web de qualité traitant du thème abordé ici, merci de compléter l'article en donnant les références utiles à sa vérifiabilité et en les liant à la section « Notes et références ».
Chōgorō Takayama (高山 長五郎, Takayama Chōgorō), né le 7 juin 1830 et décédé le 10 décembre 1886, est un sériciculteur du village de Takayama dans l'actuel département de Gunma. Il est le fondateur de l'école de sériciculture Takayama-sha désignée site historique national et inscrite au patrimoine mondial de l'Unesco depuis 2014 sous la dénomination « Filature de soie de Tomioka et sites associés  ». 

## Biographie
Chōgorō Takayama est né le 7 juin 1830 dans le village de Takayama, dans le district de Midono (ja) (aujourd'hui la ville de Fujioka). Il a des liens de parenté avec Takayama Hikokurō (高山 彦九郎), penseur impérialiste de l'ère Edo. La famille Takayama réside dans le village de Takayama depuis l'époque Sengoku.  
Né dans une famille pauvre d'un père n'ayant pas le sens de l'économie, Chōgorō Takayama perd sa mère jeune et est élevé par sa grand-mère. Celle-ci se consacrait pleinement à la sériciculture, ce qui lui fit connaître des hauts et des bas au gré des maladies contractées par les vers à soie. Influencé par son zèle, il entreprend des recherches sur les techniques d'élevage des vers à soie.
Le père de Chōgorō Takayama ayant décidé précipitamment de mener une vie de reclus, il hérite à 18 ans du rôle de chef de famille, et se démène pour pouvoir se lancer à plein temps dans la sériciculture à partir de l'âge de 26 ans. Cependant, il doit faire face à diverses maladies qui touchent les vers à soie et accumule les échecs. Le bâtiment principal de la résidence ne permettant pas une bonne aération du fait de sa taille et les arbres alentour empêchant un bon ensoleillement, Chōgorō Takayama le vend pour construire une chambre d'élevage mais ne parvient toujours pas à de bons résultats. Il entreprend alors d'étudier à nouveau les bases de la sériciculture en lisant des livres spécialisés et en rencontrant les sériciculteurs alentour. Il observe également des vers à soie sauvages et des champs de mûrier.
En 1861, il apprend la technique ondan-iku (温暖育) basée sur le chauffage des chambres d'élevage par le feu et parvient pour la première fois à obtenir des cocons après sept tentatives.
Chōgorō Takayama s’efforce dès lors d'améliorer les techniques d'élevage et commence à poser les fondements de sa propre méthode, la technique seion-iku (清温育), qu'il enseigne à partir de 1868. En 1870, le nombre de personnes souhaitant apprendre sa méthode augmentant, il confie son enseignement à quelques disciples qui se déplacent dans le pays.
En 1873, il fonde l'« Association d’amélioration de la sériciculture de Takayama » qui devient en 1884 la « Société Takayama-sha d’amélioration de la sériciculture », ou école de sériciculture Takayama-sha. Chōgorō Takayama aurait ainsi établi formellement sa méthode seion-iku (清温育) entre 1883 et 1884. La méthode seion-iku mêle la méthode ondan-iku mettant l'accent sur le contrôle artificiel de la température par le feu, et la méthode seiryo-iku qui privilégie une bonne ventilation des chambres d'élevage. L'école de sériciculture contribue à une diffusion rapide de cette nouvelle méthode.
Le 10 février 1886, Chōgorō Takayama décède et est enterré dans le cimetière du temple Kōzen-in (興禅院) sous son nom posthume 高山院社叢隆長居士.
L'année suivante, il reçoit à titre posthume un certificat de mérite du premier ministre Kuroda Kiyotaka par l'intermédiaire du bureau des décorations japonais.
Le 1er octobre 1891, un monument funéraire est construit en sa mémoire dans le temple Suwa-jinja de la ville de Fujioka. Celui-ci est désigné bien culturel tangible par la ville de Fujioka le 25 juin 2014.

## L'école de sériciculture Takayama-sha

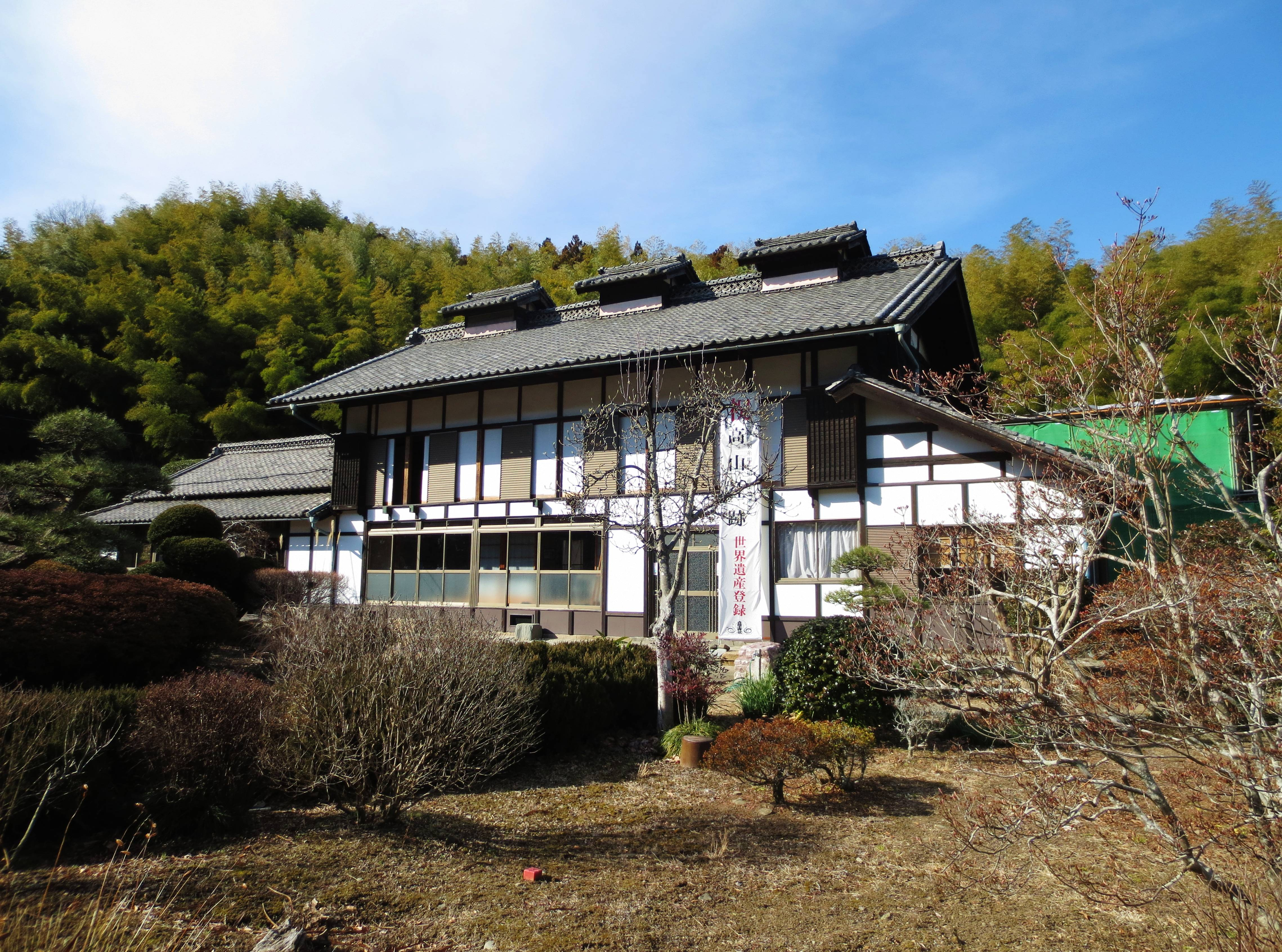
École de sériciculture Takayama-sha

L'ancienne résidence de Chōgorō Takayama, appelée école de sériciculture Takayama-sha, se trouve toujours dans la ville de Fujioka. Le sériciculteur y a développé et enseigné la méthode seion-iku. Sa résidence était également le siège de Takayama-sha avant son transfert dans la ville de Fujioka de l'époque en 1887. 